# Affrontements de 2022 à Tripoli
Pour les articles homonymes, voir Bataille de Tripoli.
Crise politique de 2022 en Libye
Les affrontements de 2022 à Tripoli sont survenus entre les forces fidèles aux Premiers ministres libyens rivaux Fathi Bachagha et Abdel Hamid Dbeibah.

## Contexte
La deuxième guerre civile libyenne s'est terminée par un cessez-le-feu le 23 octobre 2020.
Le gouvernement d'unité nationale a été formé le 10 mars 2021, avec Abdel Hamid Dbeibah comme Premier ministre. La Chambre des représentants, basée dans l'est de la Libye, a adopté une motion de censure contre le gouvernement d'union le 21 septembre 2021 à la suite de la candidature de Dbeibah à la présidentielle prévue en décembre 2021.
Finalement deux jours avant la date prévue, l'élection présidentielle libyenne de 2021 est reportée sine die par la Haute Commission électorale.
Candidat au poste de Premier ministre, et candidat à la présidentielle avortée, Fathi Bachagha est élu le 10 février 2022 par le Parlement. Abdel Hamid Dbeibah, qui occupe alors la fonction, refuse cependant de quitter le pouvoir, estimant que son mandat court jusqu'en juin 2022 et qu'il ne transférera le pouvoir qu'à un exécutif élu. Bachagha reçoit le soutien de l'Armée nationale libyenne de Khalifa Haftar tandis que Dbeibah demeure reconnu par l'ONU. Disposant de deux semaines pour former son gouvernement, Bachagha obtient la confiance de la Chambre des représentants le 1er mars mais Dbeibah refuse de lui céder le pouvoir, estimant que le quorum n'a pas été atteint et que des fraudes ont eu lieu. Il prête serment le 3 mars, mais deux ministres sont absents, celui de la Culture et celui des Affaires étrangères, qui ont été enlevés.

## Déroulement
Dans la nuit du 14 au 15 mai, les premiers affrontements éclatent dans la banlieue ouest de la capitale. Les affrontements s'achèvent dans la zone entre les villes de Sayyad et Janzour. Aucune victime n'est cependant à déplorer.  
Le 17 mai, Fathi Bachagha tente un coup de force en entrant dans la capitale. De nouveaux affrontements éclatent alors entre milices rivales et après plusieurs heures d'échange de tirs, Bachagha annonce avoir « quitté Tripoli pour préserver la sécurité (...) des citoyens ». Il se replie alors sur Syrte.
Dans la soirée, Abdel Hamid Dbeibah dénonce un « suicide politique » qui signe « l'acte de décès » du projet prôné par Bachagha et ses alliés.

## Pertes
Les combats font peu de victimes. L'Orient-Le Jour indique que les affrontements de la nuit du 14 au 15 mai n'ont fait aucun mort selon une source anonyme du ministère de l'Intérieur. Bachagha annonce quant à lui qu'un de ses partisans a été tué lors des combats du 17 mai.